# غاي ماكدوغال
غاي ماكدوغال (بالإنجليزية: Gay McDougall)‏ هي محامية أمريكية، ولدت في 13 أغسطس 1947.